# Французький мартіні

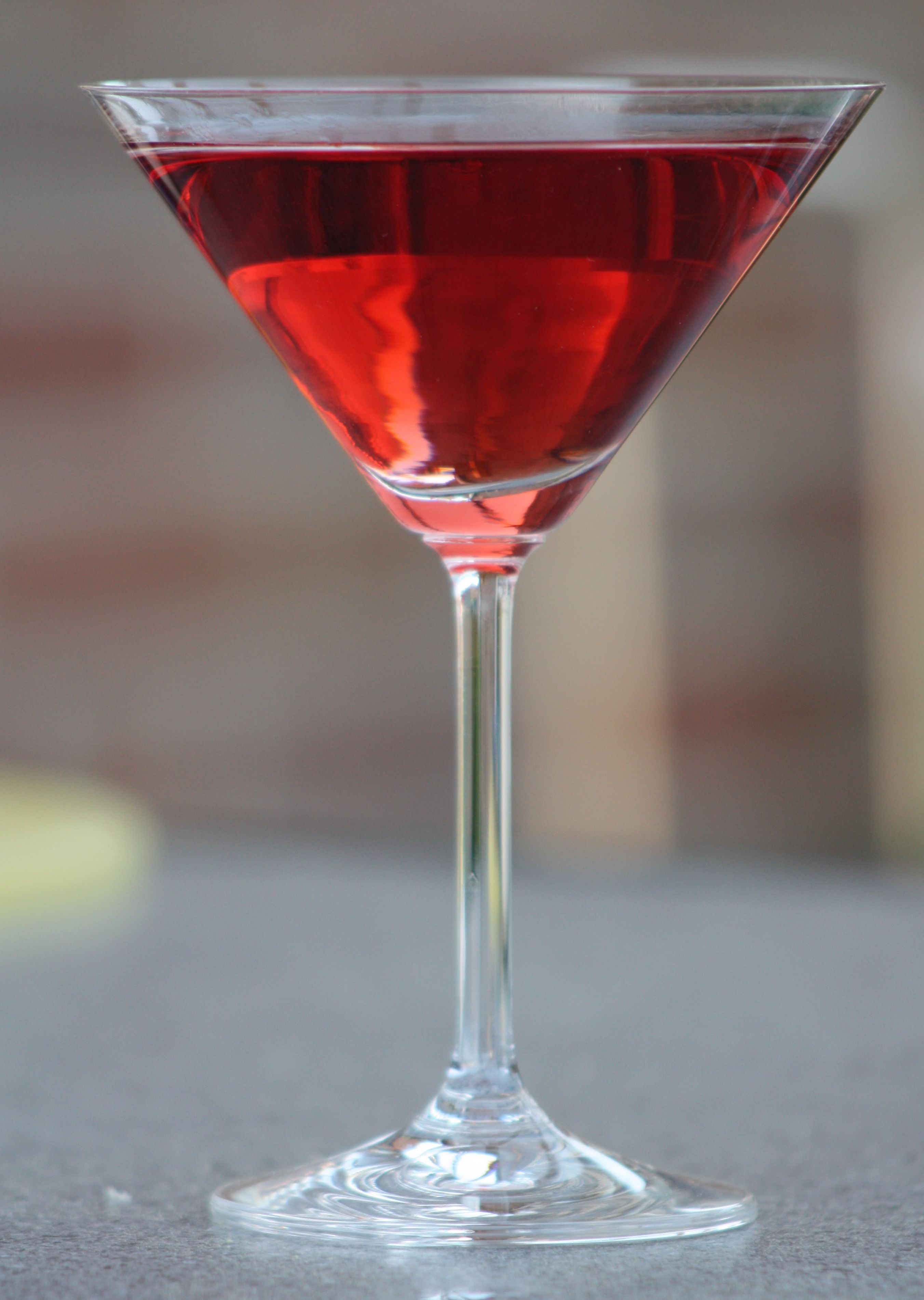
Коктейль French Martini

Французький мартіні (англ. French Martini) — коктейль на основі горілки, малинового лікеру та ананасового соку. Класифікується як аперитив. Належить до офіційних напоїв Міжнародної асоціації барменів (IBA), категорія «Напої нової ери» (англ. New Era Drinks).

## Спосіб приготування
Склад коктейлю «French Martini»:
- горілка — 45 мл (4,5 cl),
- малиновий лікер — 15 мл (1,5 cl),
- ананасовий сік — 15 мл (1,5 cl),
- цедра лимона — за бажанням.